# 贾坎德邦
贾坎德邦（羅馬化：Jharkhand，直译：「森林之地」），印度东部的邦，首府为兰契，最大城市为贾姆谢德布尔。与西孟加拉邦、切蒂斯格尔邦、北方邦、比哈尔邦、奥里萨邦接壤。官方语言为印地语。
贾坎德邦是2000年由比哈尔邦分立而来，大部分地区位于焦达讷格布尔高原之上，以其丘陵和瀑布景观闻名，宗教圣地亦众多。
贾坎德邦是印度的矿业大邦，产量占到印度全国的四成，亦有丰富的森林资源。但其民生发展仍较为落后，遭受资源诅咒问题，有39.1%的人口处在贫困线以下，19.6%的五岁以下儿童营养不良。其城市化率亦较低，据2011年统计为24%。

## 历史
贾坎德邦所在地区在旧石器时代至中石器时代就有人居住，有洞穴壁画和工具留存。公元前两千年，铜器逐渐在焦达讷格布尔高原普及。在新奔地区发现了约公元前1400年的炉渣和陶器遗存。
古典时期先后经難陀王朝、孔雀王朝、笈多王朝统治。在摩诃婆罗多史诗所属的公元前500年时，属摩揭陀、鸯伽国。孔雀王朝时，该地小国林立，统称为森林诸国（Atavika Rajya），阿育王在位时臣服于孔雀王朝。笈多王朝沙摩陀罗·笈多在位时，率军在默哈讷迪河谷地进攻南拘萨罗人，打响其征讨南拘萨罗的首战。
中世纪时，有纳格万希王朝、波罗王朝、卡亚拉瓦拉王朝、拉姆格尔王国、切罗王朝建立统治。1574年，莫卧儿帝国皇帝阿克巴在位时，拉杰普特王公曼·辛格率军攻入帕拉木，此后莫卧儿军队亦多次入侵焦达讷格布尔高原，令该地的各个王朝臣服于莫卧儿统治。
18世纪，切罗王朝、纳格万希王朝、拉姆格尔王国等本地王朝臣服于英国东印度公司，领土成为公司孟加拉管辖区领地的一部分。其他一众小国成为土邦，统称为焦达讷格布尔土邦。1905年，该地区的土邦归属依语言分布而重划，印地语土邦归中央省，奥里亚语土邦划入奥里萨土邦，余下仍属孟加拉管辖区。1936年，又统一划归东部土邦局。贾坎德地区自然资源丰富，因此成为英国殖民经济的重要一环，但也频发起义。

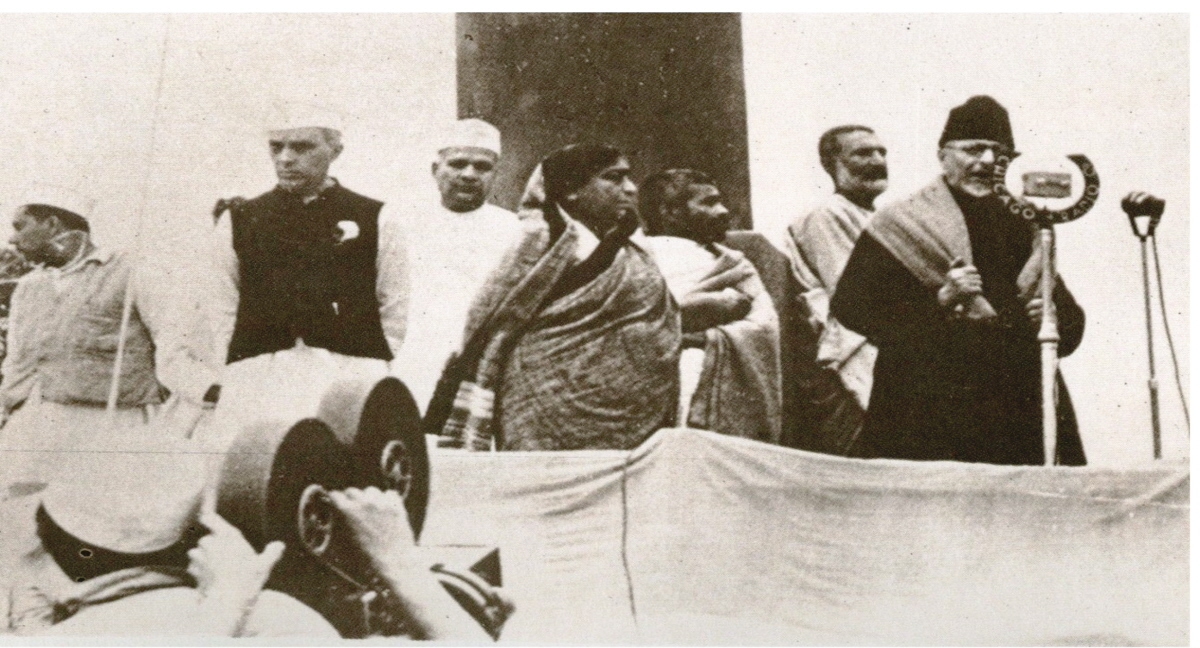
1940年3月，印度国大党第53次会议在兰伽召开。图为贾瓦哈拉尔·尼赫鲁、实业家贾姆纳拉尔·巴贾杰、沙拉金尼·奈都、阿卜杜勒·加法尔·汗、阿布·卡拉姆·阿扎德

1940年3月，印度国大党第53次会议在兰伽召开，圣雄甘地、贾瓦哈拉尔·尼赫鲁、萨达尔·帕特尔、拉金德拉·普拉萨德、阿布·卡拉姆·阿扎德、沙拉金尼·奈都、阿卜杜勒·加法尔·汗、阿查里亚·J·B·克里帕拉尼、贾姆纳拉尔·巴贾杰等印度独立运动重要人物都有出席，圣雄甘地还在兰伽开办了土布与农村工业展览会（Khadi and Village Industries Exhibition）。
1947年，印度独立。贾坎德地区划入比哈尔邦，少数土邦加入中央邦、奥里萨邦。尽管有地方人士要求将比哈尔南部的部落地区分划为贾坎德邦，但当时的邦重劃委員會以语言繁杂、部落人口居少数及不利于比哈尔经济为由拒绝该提议。
尽管该地区矿产和森林资源丰富，大量居民仍然生活在极度贫困之中，致使纳萨尔派等极左势力获得大量无地农民和部落民族支持，贾坎德地区也成为印度納薩爾毛派叛亂的中心，“红色走廊”的一部分，自1967年纳萨尔派叛乱以来有六千余人丧命。
1972年，贾坎德解放阵线成立，领导贾坎德分立运动。1986年，全贾坎德学生联盟成立，主张以暴力和抵制方式推动贾坎德建邦。1988年，印度人民党亦决议支持设立“瓦纳恰尔邦”（Vanachal），涵盖比哈尔南部贾姆谢德布尔一带的森林地区。1994年12月，比哈尔邦立法院通过贾坎德地区自治法案，设立贾坎德地区自治委员会，在经济、卫生、工程等领域有自治权，但未能有效遏止分立运动。
1998年，印度联邦政府将贾坎德邦分立法案递交给比哈尔邦立法院表决，首席部长拉卢·普拉萨德·亚达夫则表示强硬拒绝。为此，印度人民党、贾坎德解放阵线、全贾坎德学联、印度国大党等16个政党联合成立全党分立建邦委员会（All Party Separate State Formation Committee），以L·P·N·沙德奥为负责人，发起游行运动向比哈尔当局施压。1999年，《比哈尔邦重组法案》终获通过，设立瓦纳恰尔邦，由印度人民党领导全国民主联盟执政，巴布拉尔·马兰迪任首席部长。该邦不久后最终定名为贾坎德邦，并于2000年11月正式成立。

## 地理
贾坎德邦位于印度东部，與東邊的西孟加拉邦、西邊的恰蒂斯加尔邦、西北部的北方邦、北邊的比哈尔邦和南邊的奥里萨邦接壤，占地面积达79,716平方公里。大部地区属焦达讷格布尔高原，達摩達河、北科埃尔河、巴拉卡尔河、南科埃尔河、桑克河、蘇伯爾訥雷卡河流经该邦。大部分地区是森林地带。
气候方面，北部属副热带湿润气候，东南部属熱帶乾濕季氣候。4月中旬至6月中旬是夏季，5月最为炎热，日高温在37°C左右，低温在25°C左右。6月中旬至10月是季风季，几乎全年的降水量都集中在这一季，中西部的降水量达1000毫米，西南部可达1500毫米。11月至2月是冬季，以蘭契为例，气温通常在10至24°C。2月中旬至4月中旬是春季。

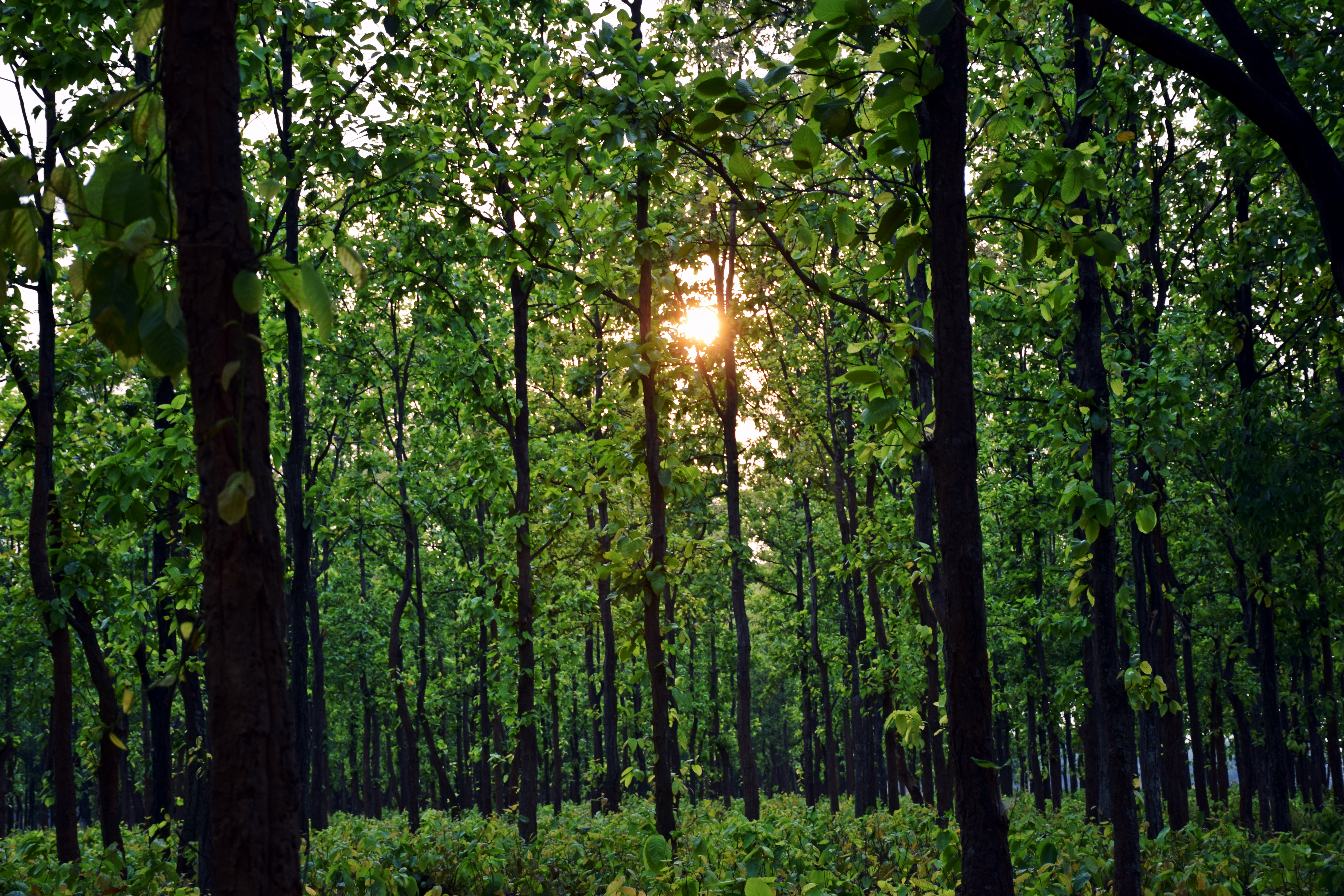
森林
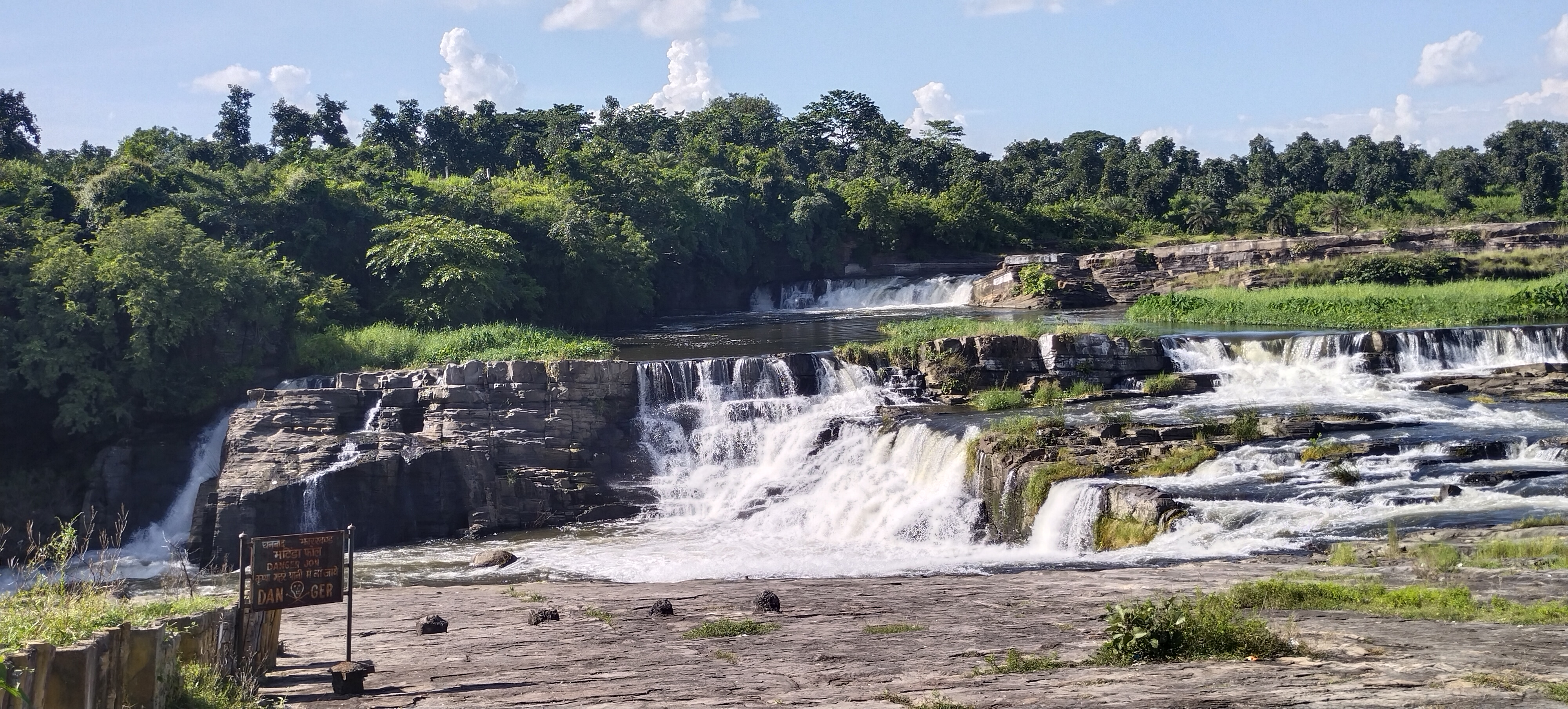
巴丁达瀑布（英语：Bhatinda Falls）
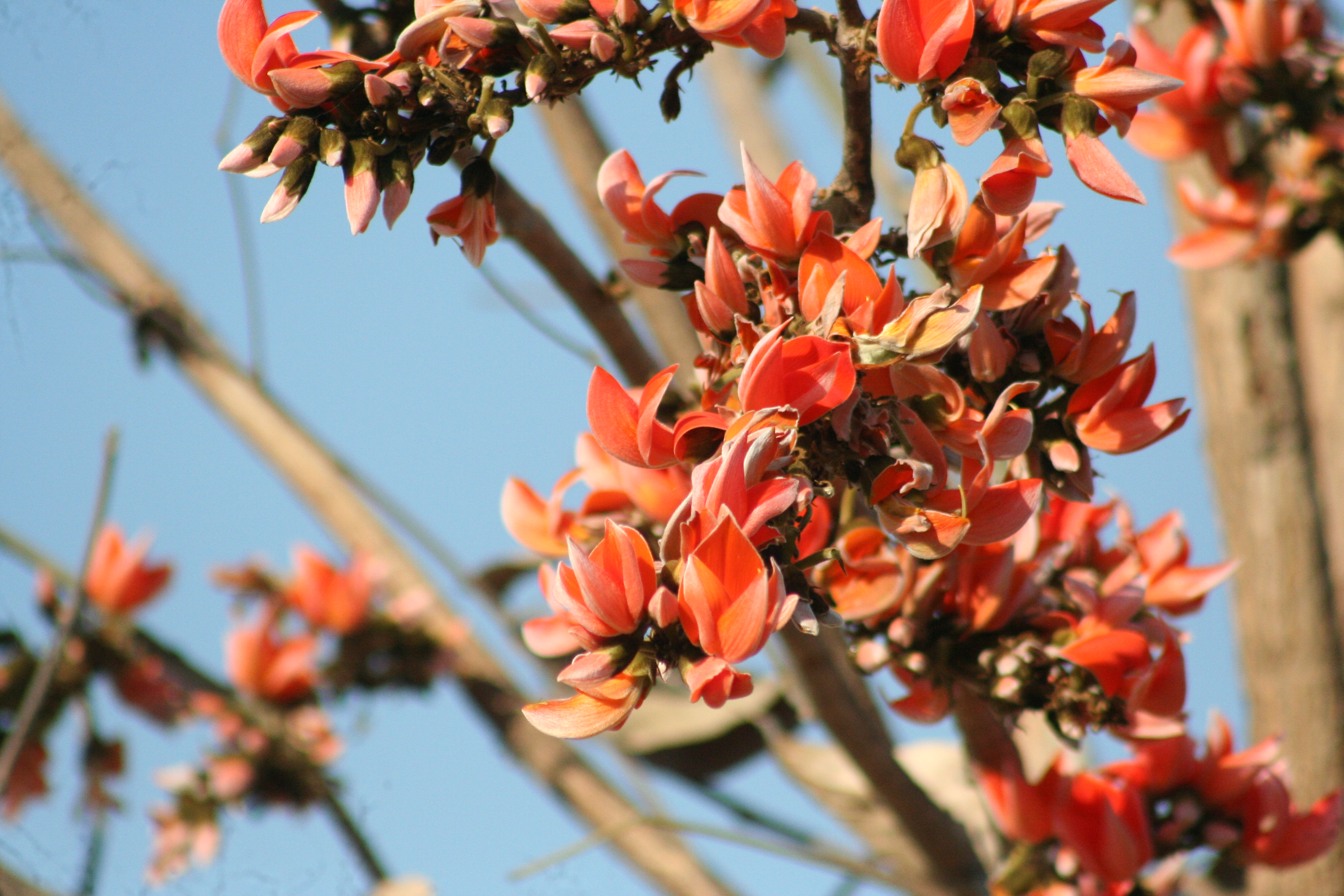
紫矿花
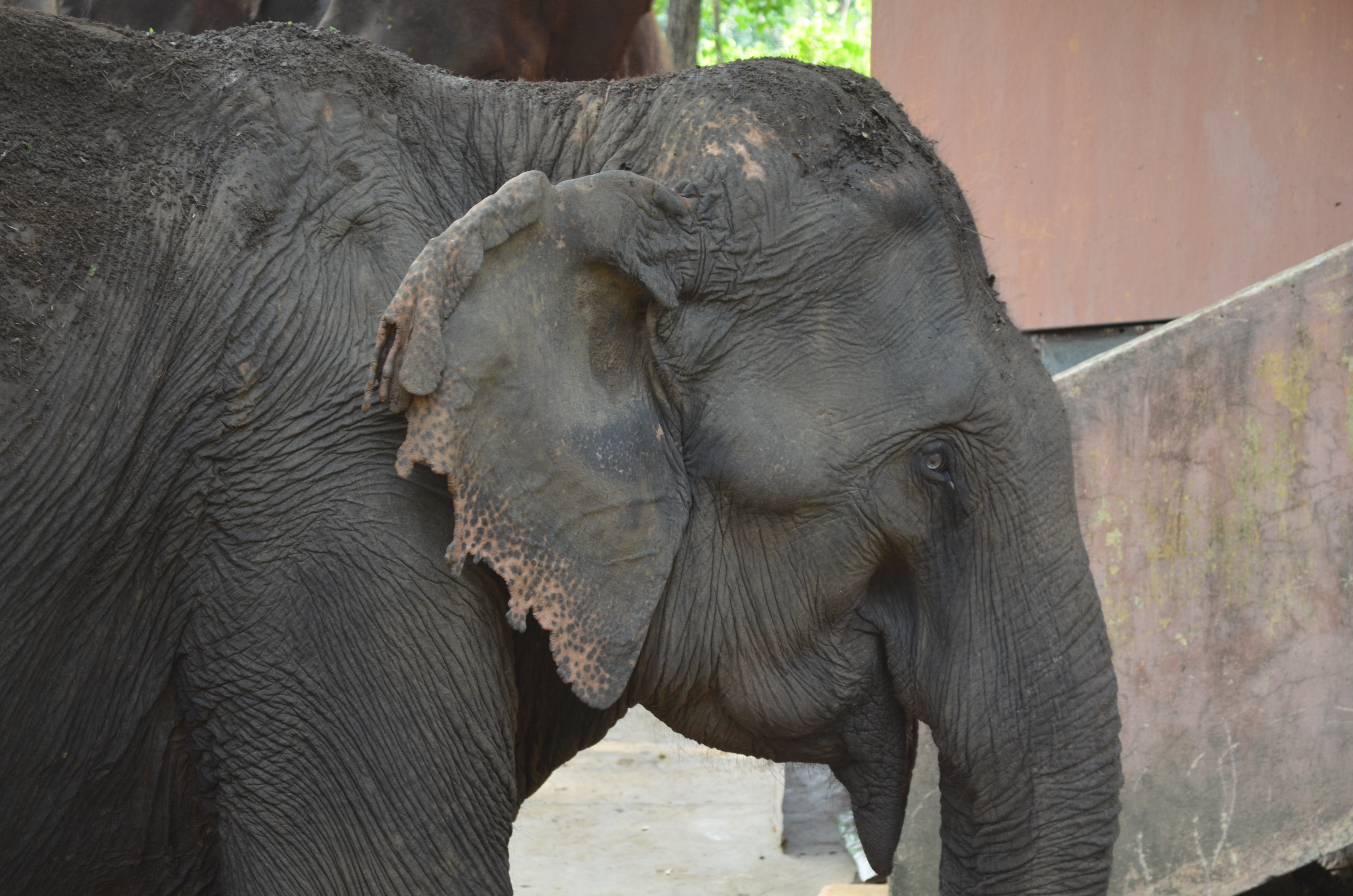
达尔马野生动物保护区（英语：Dalma Wildlife Sanctuary）的印度象

## 政治
贾坎德邦实行代議民主制和議會制，同印度各邦一致。居民有普遍选举权。邦长为宪政首长，由印度总统任命。邦长是礼仪性的邦元首，任期五年，而首席部长和内阁负责日常行政工作。立法机关为邦立法院，为一院制，共81个议席，议员任期五年。由议员选出议长和副议长主持议会，每届议会任期五年，亦有提前解散的情形。行政机关为部长会议，由首席部长领导，由邦长任命立法院优势党派的党魁为首席部长，邦部长会议由邦长参照首席部长建议任命。邦首席秘书带领秘书处协助部长会议工作，首席秘书亦是政府的行政首长。司法机关为贾坎德邦高等法院。所有机关都位于首府兰契。另以桑塔尔人聚居的杜姆卡为次首府（sub-capital）。

### 行政区划
贾坎德邦共有24个县，分属5个专区。除了洛哈达伽县和昆蒂县外，所有县份都与外邦接壤。
| 编号 | 编码 | 县份               | 首府         |
| ---- | ---- | ------------------ | ------------ |
| 1    | BO   | 博卡羅縣           | 博卡罗钢铁城 |
| 2    | CH   | 查特拉縣           | 恰特拉       |
| 3    | DE   | 迪奧加爾縣         | 德奥加尔     |
| 4    | DH   | 丹巴德縣           | 丹巴德       |
| 5    | DU   | 敦卡縣             | 杜姆卡       |
| 6    | ES   | 東新奔縣           | 贾姆谢德布尔 |
| 7    | GA   | 加瓦县             | 加尔赫瓦     |
| 8    | GI   | 基里迪縣           | 吉里迪       |
| 9    | GO   | 高達縣             | 戈德达       |
| 10   | GU   | 根拉縣             | 古姆拉       |
| 11   | HA   | 哈扎里巴縣         | 哈扎里巴格   |
| 12   |      | 詹塔拉縣           | 贾姆塔拉     |
| 13   |      | 昆蒂縣             | 昆蒂         |
| 14   | KO   | 科達馬縣           | 科达尔马     |
| 15   |      | 拉特哈爾縣         | 拉泰哈尔     |
| 16   | LO   | 洛哈達伽縣         | 洛哈尔达加   |
| 17   | PK   | 帕考縣             | 帕考尔       |
| 18   | PL   | 帕拉木县           | 多尔顿根杰   |
| 19   |      | 拉姆格爾縣         | 蘭伽         |
| 20   | RA   | 蘭契縣             | 蘭契         |
| 21   | SA   | 萨希布根杰县       | 萨希布根杰   |
| 22   |      | 薩萊克拉卡爾薩旺縣 | 塞赖凯拉     |
| 23   |      | 辛德伽縣           | 西姆德加     |
| 24   | WS   | 西新奔縣           | 柴巴萨       |

## 交通

### 航空

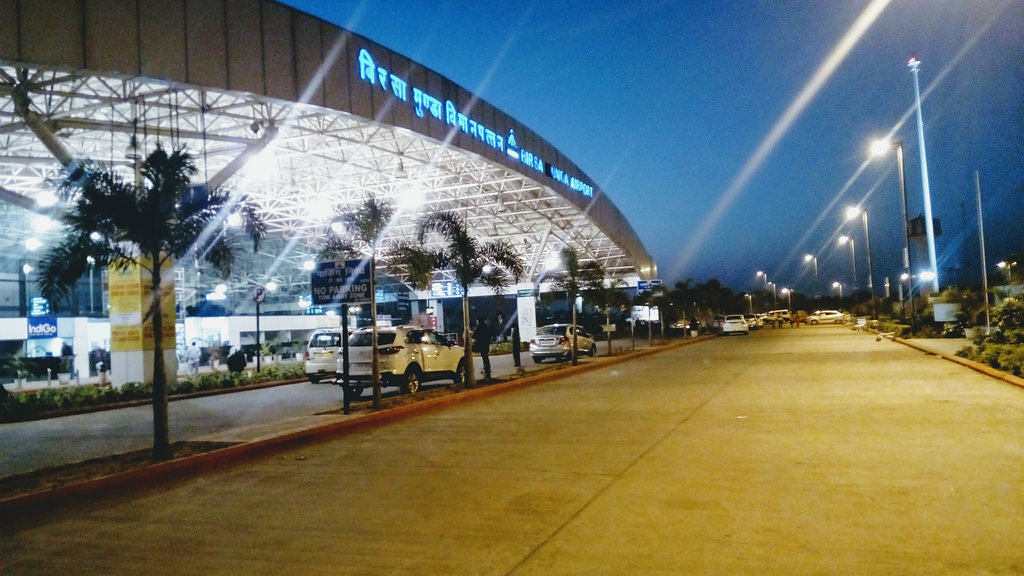
位于兰契的比尔萨·蒙达机场

位于兰契的比尔萨·蒙达机场是邦内最大的机场，有飞往德里、加尔各答、班加罗尔、孟买、海得拉巴等各大城市的航线。德奥加尔机场则仅次于兰契机场。贾姆谢德布尔的索纳里机场为第三大机场，每日有航班飞往布巴内什瓦尔和加尔各答。博卡罗钢铁城的博卡罗机场为印度钢铁管理局所有，是第四大机场，也是印度UDAN地区机场发展计划的一部分。余下的小机场则大多仅经营私人包机业务。

### 公路
贾坎德邦的国道和邦道网络覆盖广泛，截至2016年，其国道里程达2661.83公里。印度黄金四角公路网络途径贾坎德邦境内的丹巴德。

### 水运
贾坎德邦是内陆邦，但也有一定规模的河运。在恒河流域的薩希布根傑，建有多式联运港，一期工程于2019年落成。

### 铁路
贾坎德邦广泛接入全国铁路网，丹巴德车站是邦内最大规模的车站，可前往印度各大城市。在高原丘陵地区多开挖有铁路隧道。

## 社会

### 人口
贾坎德邦语言（2011）
贾坎德邦宗教（2011）
2011年印度人口普查结果显示，贾坎德邦的人口达3296万，其中男性1693万，女性1603万。识字率为67.63%，蘭契縣的识字率最高，为67.63%，帕考县最低，为50.17%。人口最多的三座城市依次是贾姆谢德布尔、丹巴德、兰契，也是唯三人口大于1000万的城市。
贾坎德邦的表列种姓和表列部落人口分别达3,985,644（占比12.08%）和8,646,189（占比26.21%），人口数分别排在全国的第14位和第6位。这些群体主要集中在西南部的辛德伽縣（78.23%）、昆蒂縣（77.77%）、根拉縣（72.11%）、西新奔縣（71.1%）、拉特哈爾縣（66.85%）、洛哈達伽縣（60.21%）。
贾坎德邦的语言分布十分多样，分布有印欧语系、达罗毗荼语系、南亚语系三大语系。印地语是官方语言，也是邦内的通用语。贾坎德邦分布有许多和印地语近似的印度-雅利安语言，在人口普查中被当局归类为印地语方言，如：那格浦尔语、呼罗陀语、库马利语、摩揭陀語、博杰普尔语。贾坎德邦的额外官方语言包括昂加语、孟加拉语、博杰普尔语、布米杰语、霍语、卡利亚语、库鲁克语、呼罗陀语、库马利语、摩揭陀語、迈蒂利语、蒙达里语、那格浦尔语、奥里亚语、桑塔利语、乌尔都语。

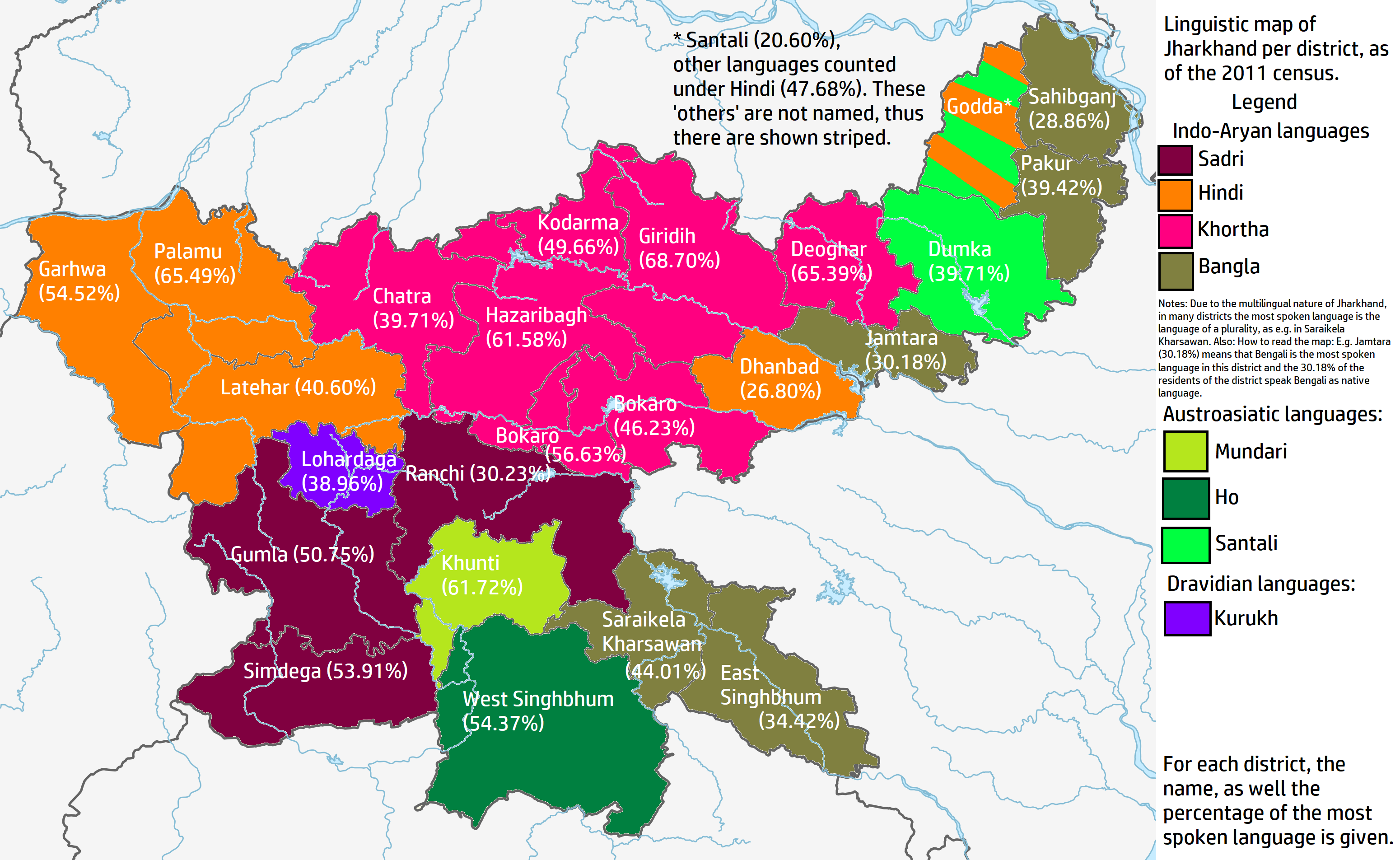
贾坎德邦县份语言分布图

宗教方面，以印度教信徒为最多，占67.8%。伊斯兰教占14.5%，基督教占4.3%。印度教在贾坎德邦24个县中的19个县都是信徒占比最高的宗教。基督教信徒在辛德伽縣占比最高，占51.04%。部落民族信仰的萨尔纳教声称有占比12.8%的信徒，在官方普查中归类为“其他宗教”，在洛哈達伽縣（51.01%）、西新奔縣（62.29%）占比最高，在根拉縣（44.62%）、昆蒂縣（45.37%）亦有较多信徒。穆斯林在帕考縣和萨希布根杰县占比较高，分别在35%和34%。

### 医疗
在贾坎德邦的部分地区，由于贫困和营养不良问题，结核病等疾病传染严重，邦内因此设有专门防治肺结核的伊特基结核病疗养院（Itki TB Sanatorium），于1928年在兰契设立。贾姆谢德布尔的塔塔总医院（Tata Main Hospital）也在癌症治疗领域作出一些开创性贡献。
贾坎德邦气候较为温和，因此是印度的一大疗养胜地，以首府兰契为代表。早在1918年，这里就已设有照料智能障礙人士的设施。
地下水氟化物污染是贾坎德邦的一项公共卫生问题，是氟牙症、氟骨症等病症的元凶。

## 经济

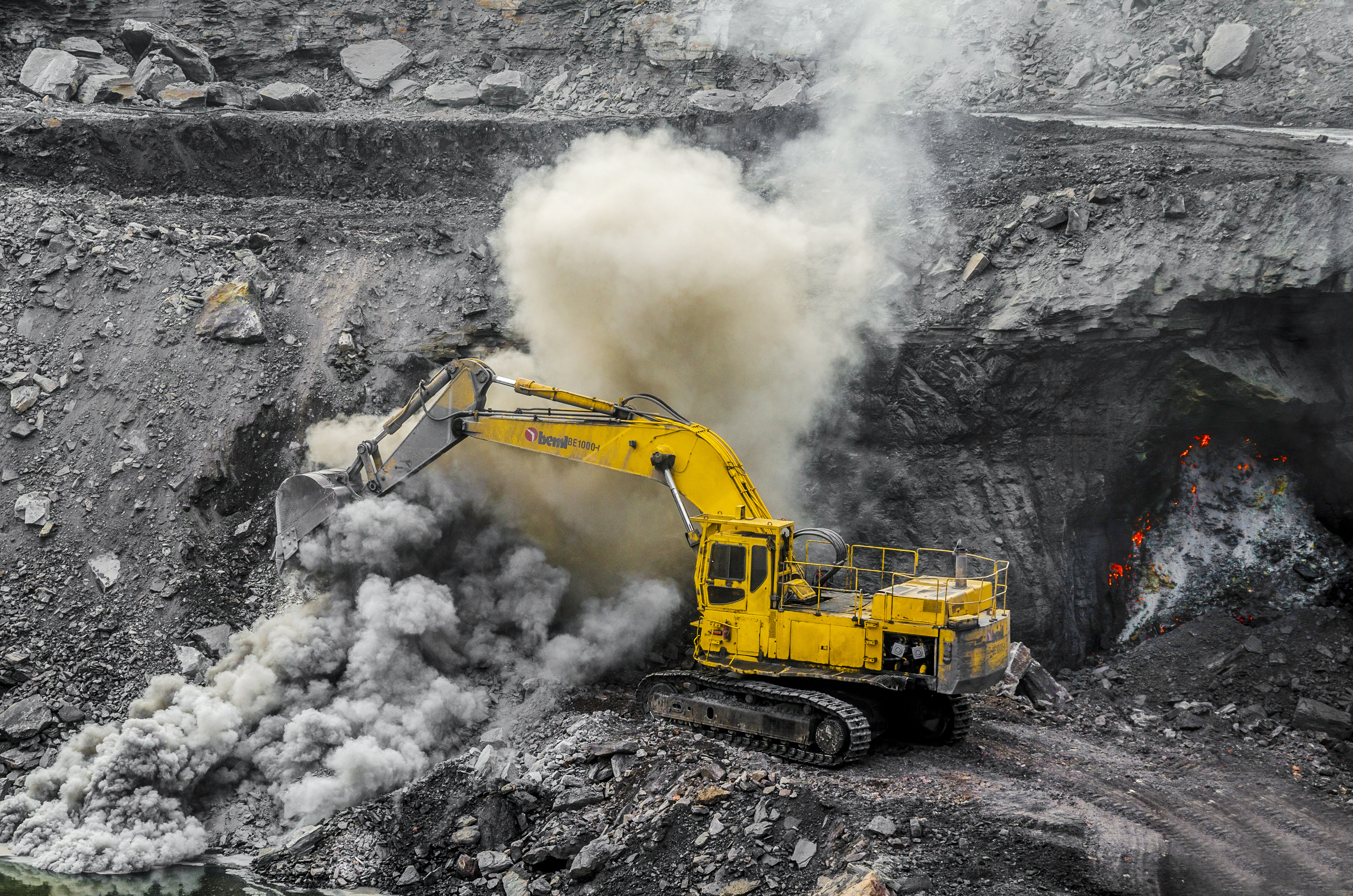
采煤作业，摄于丹巴德

贾坎德邦矿产资源丰富，是印度的矿业大邦。其铜矿、云母、钾盐镁矾、石棉、矽線石、铀矿储量位居全国第一，铬铁矿储量位居全国第二，煤矿、铝土矿、钍储量位居全国第三，铁矿储量位居全国第四，金矿储量位居全国第六，锰矿、石灰岩、高岭土、耐火粘土、石墨储量位居全国第八。贾姆谢德布尔、丹巴德、博卡罗钢铁城、兰契都是煤铁产业重地。塔塔鋼鐵在贾姆谢德布尔设有主工厂，贾姆谢德布尔就是得名自塔塔集团的创始人贾姆希德吉·塔塔，他在这座城市创办了亚洲首家钢铁厂，后来发展为塔塔集团。
农业是贾坎德邦的主要产业，主要作物有大米、小麦、玉米、豆类、马铃薯，以及番茄、胡萝卜、卷心菜、菠菜、南瓜、木瓜等蔬菜。当局亦意图推动养蚕业和纺织业发展。2006年2月，贾坎德邦政府主持组建了贾坎德邦丝绸纺织品和手工艺品开发公司（Jharcraft）。

## 文化

### 美术
索赖与科瓦尔画是贾坎德邦的一大特色壁画，其中索赖画在传统上是索赖节期间创作的，科瓦尔画是婚礼期间创作的。

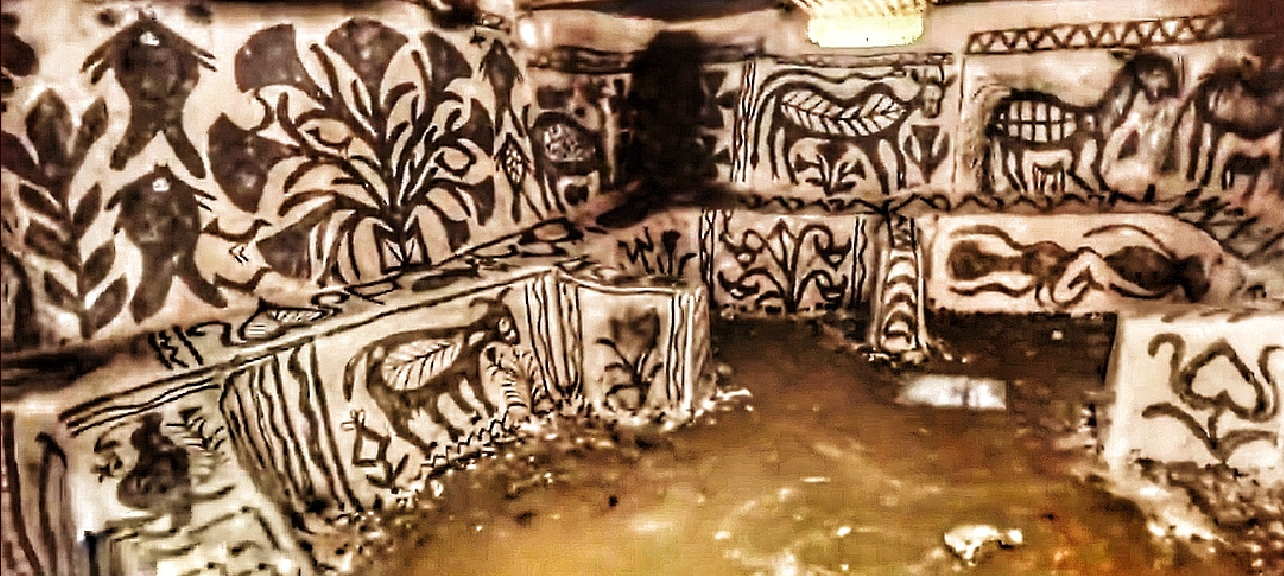
索赖与科瓦尔画

当地的传统纹身艺术亦颇具特色，称为戈德纳。

### 音乐和舞蹈
贾坎德邦流行的舞蹈有朱迈尔舞、马尔达尼-朱马尔舞、贾纳尼-朱马尔舞、多姆卡奇舞、派基舞、喬吼舞、菲尔卡尔舞。蒙达人和桑塔尔人也有特色民族舞蹈。

### 饮食

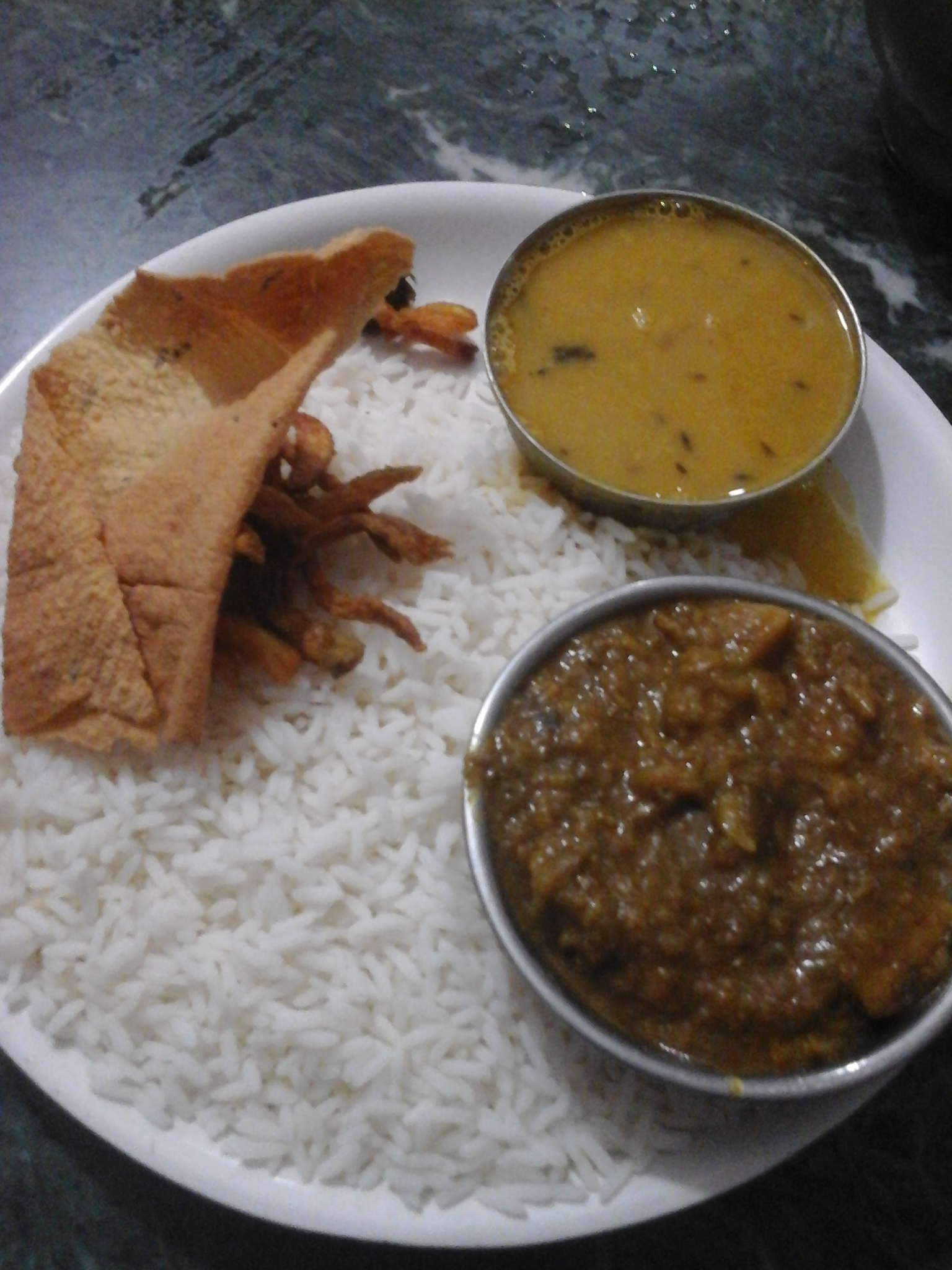
贾坎德风格的米饭

贾坎德邦的主食有大米、扁豆汤、印度面包，配以蔬菜、塊莖與塊根，较少使用香料。著名的菜式包括奇尔卡面包、马尔普阿甜糕、皮塔糕、杜斯卡炸面包、印度脆球等。雨季时常食用称为鲁格拉（Rugra）和普图（Putoo）的菌类，这种菌类在贾坎德邦各地广泛种植，外壳为白色，质地坚硬，内裏深色，较为柔软。竹笋作法繁多，可以煮、蒸、炒或腌制，常是汤、咖喱、沙拉菜肴的配菜。当地人使用辣木叶和宮粉羊蹄甲叶作为一餐中的绿叶蔬菜（萨格）。
贾坎德人常饮用米酒，称为汉迪亚，以陶罐器皿命名，源自部落民族，在重大场合集体饮用庆祝。当地人也常饮用一种称为马华酒（Mahua daru）的蒸馏酒，是用马华树的花朵制作。

### 节日
贾坎德邦的主要节日有萨尔胡尔节、巴哈帕拉布节、卡拉姆节、马格帕拉布节、索赖节、班德纳节、图苏节、摩羯节、纳瓦卡尼节、难近母节、吉蒂亚节、摩纳娑普祭、乘車節、辩才天女普祭、排燈節、侯丽节。

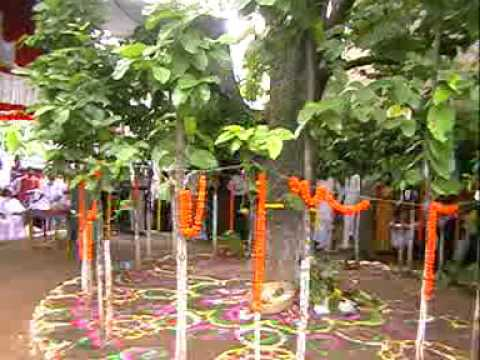
卡拉姆节（英语：Karam festival）
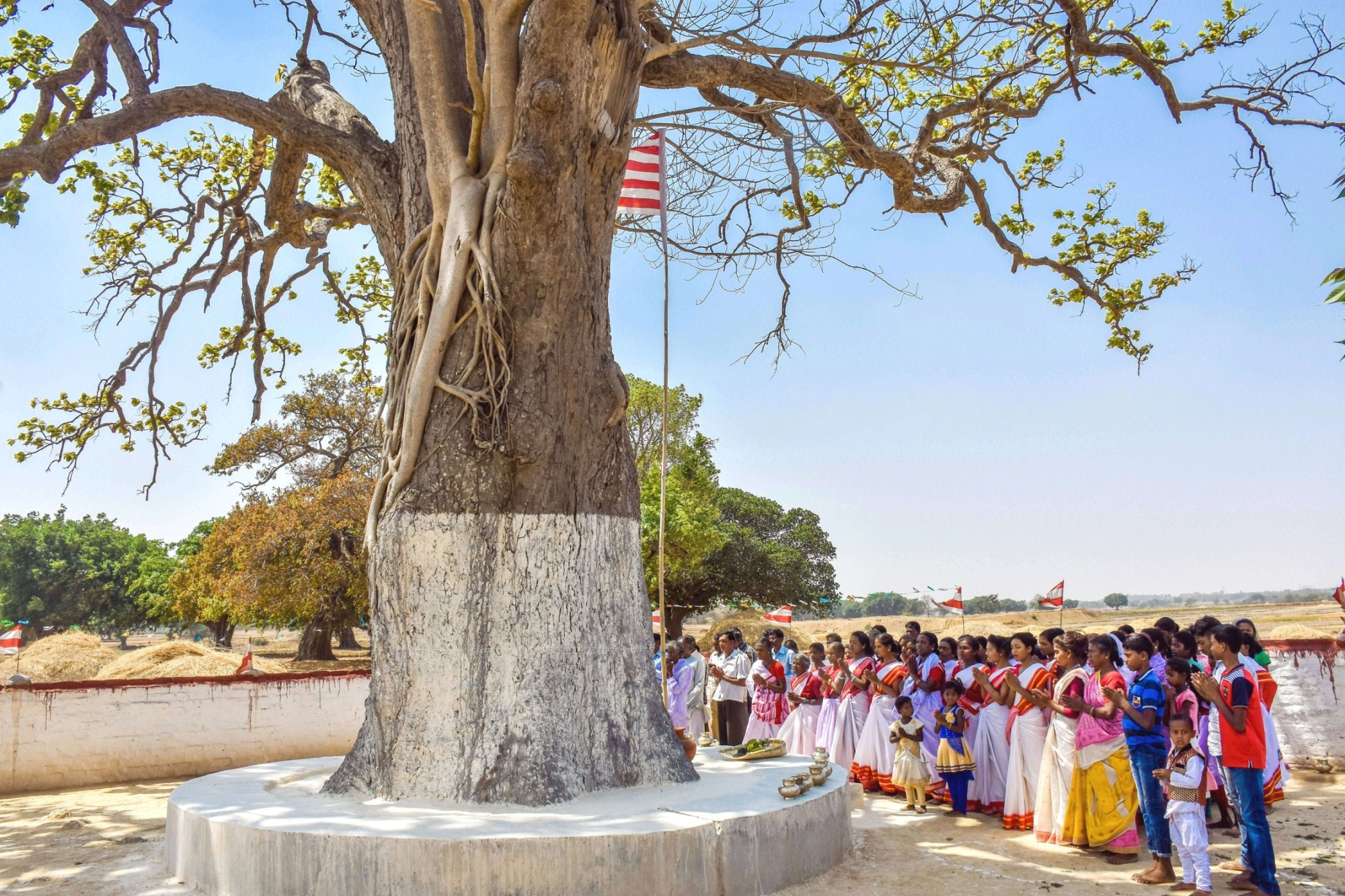
萨尔胡尔节（英语：Sarhul）
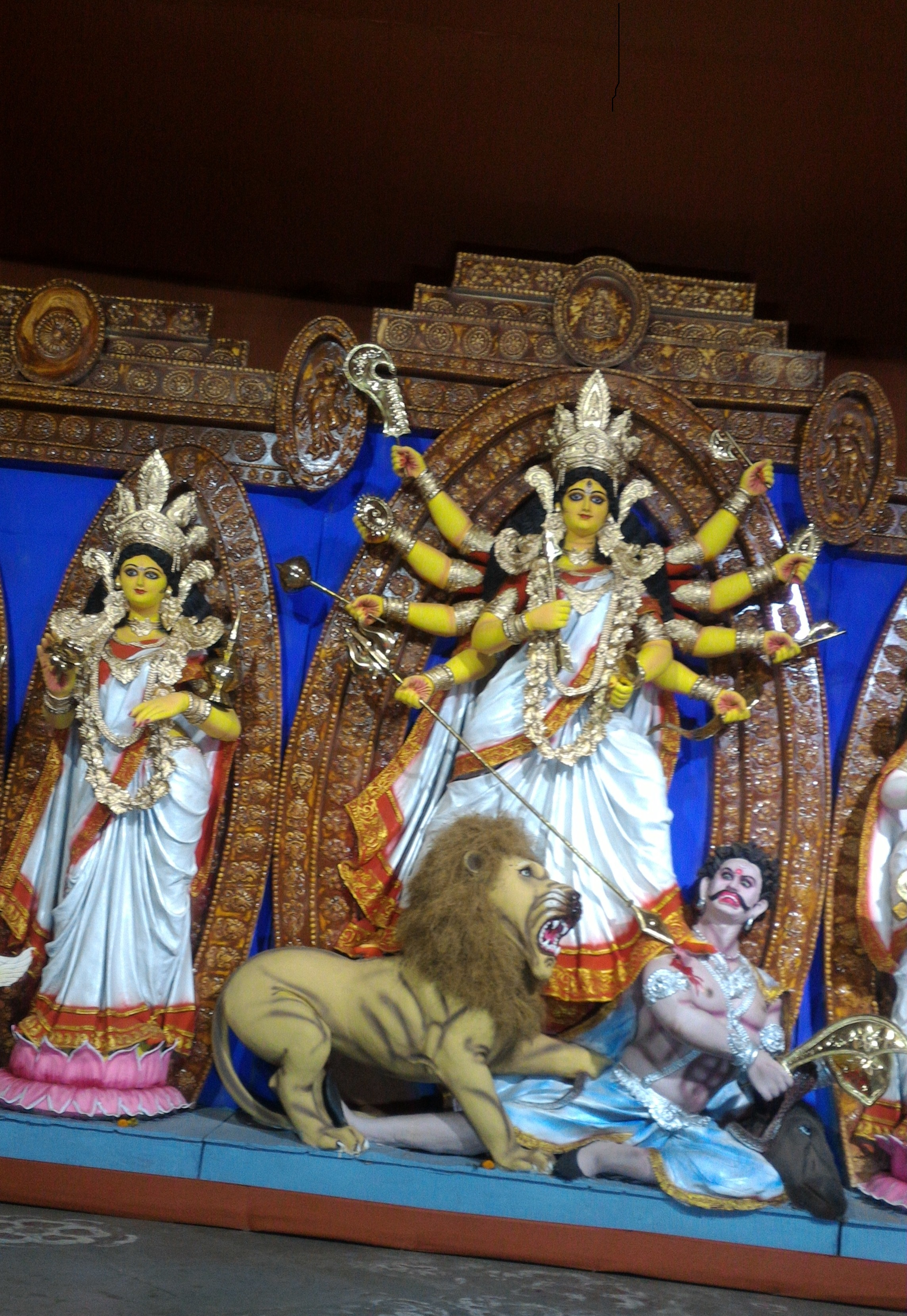
难近母节（英语：Durga Puja）
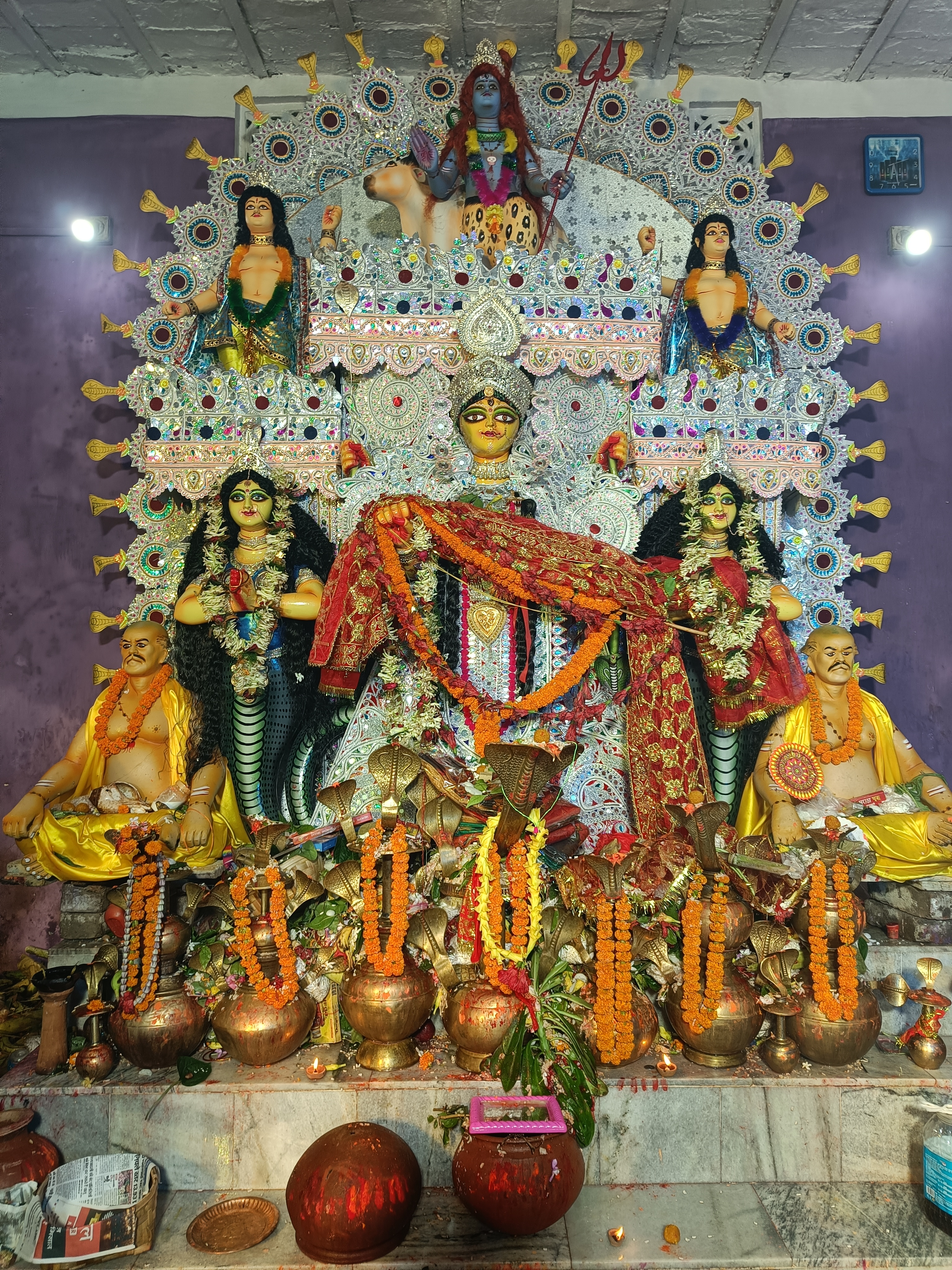
摩纳娑普祭

### 电影
贾坎德邦有多样化的本地语言电影工业，包括那格浦尔语、呼罗陀语、桑塔利语、霍语、库鲁克语等，号称“乔莱坞”（Jhollywood）。

## 脚注

### 书目
- Lahiry, Sangam. . Leadstart Publishing Pvt Ltd. 2014. ISBN 978-93-81115-64-0.
- Roma Niyogi. . Oriental. 1959. OCLC 5386449.

## 外部連結
- Government of Jharkhand, India 的存檔，存档日期2016-04-22.
- OpenStreetMap上有關贾坎德邦的地理